# Parakiefferiella biloba
Parakiefferiella biloba är en tvåvingeart som först beskrevs av Freeman 1953.  Parakiefferiella biloba ingår i släktet Parakiefferiella och familjen fjädermyggor.
Artens utbredningsområde är Zimbabwe. Inga underarter finns listade i Catalogue of Life.